# 吉羅 (印第安納州)
吉羅（英語：Giro）是位於美國印地安納州吉布森縣最北部的一個非建制地區。